# Zealandotachina quadriseta
Zealandotachina quadriseta är en tvåvingeart som beskrevs av Malloch 1938. Zealandotachina quadriseta ingår i släktet Zealandotachina och familjen parasitflugor. Inga underarter finns listade i Catalogue of Life.